# 비렴
비렴(飛廉 또는 蜚廉)은 상나라 말기의 장군이며, 주왕의 충신이다.
비렴은 은나라 말기에 북방으로 출사(出使)하였다. 이때 주 무왕은 강태공의 도움을 받아 은나라를 멸망시켰다.
비렴이 돌아와 보니 은나라 주왕이 이미 죽어서 보고할 곳이 없었다.
그는 곽태산(霍太山)에 제단을 쌓아서 은나라 주왕에게 보고하였다. 비렴이 죽자 곽태산에 장사 지냈다.

## 같이 보기
- 주왕
- 조보